# Souris Blanche
Pour les articles homonymes, voir La Souris blanche.

Souris Blanche est un lieu-dit de l'île de La Réunion, département d'outre-mer français dans le sud-ouest de l'océan Indien. Situé sur le littoral ouest au sud de Souris Chaude, il constitue un quartier de la commune de Trois-Bassins.